# Fontana delle Anfore
La fontana delle Anfore è una fontana sita in piazza Testaccio, nell'omonimo rione di Roma.

## Storia

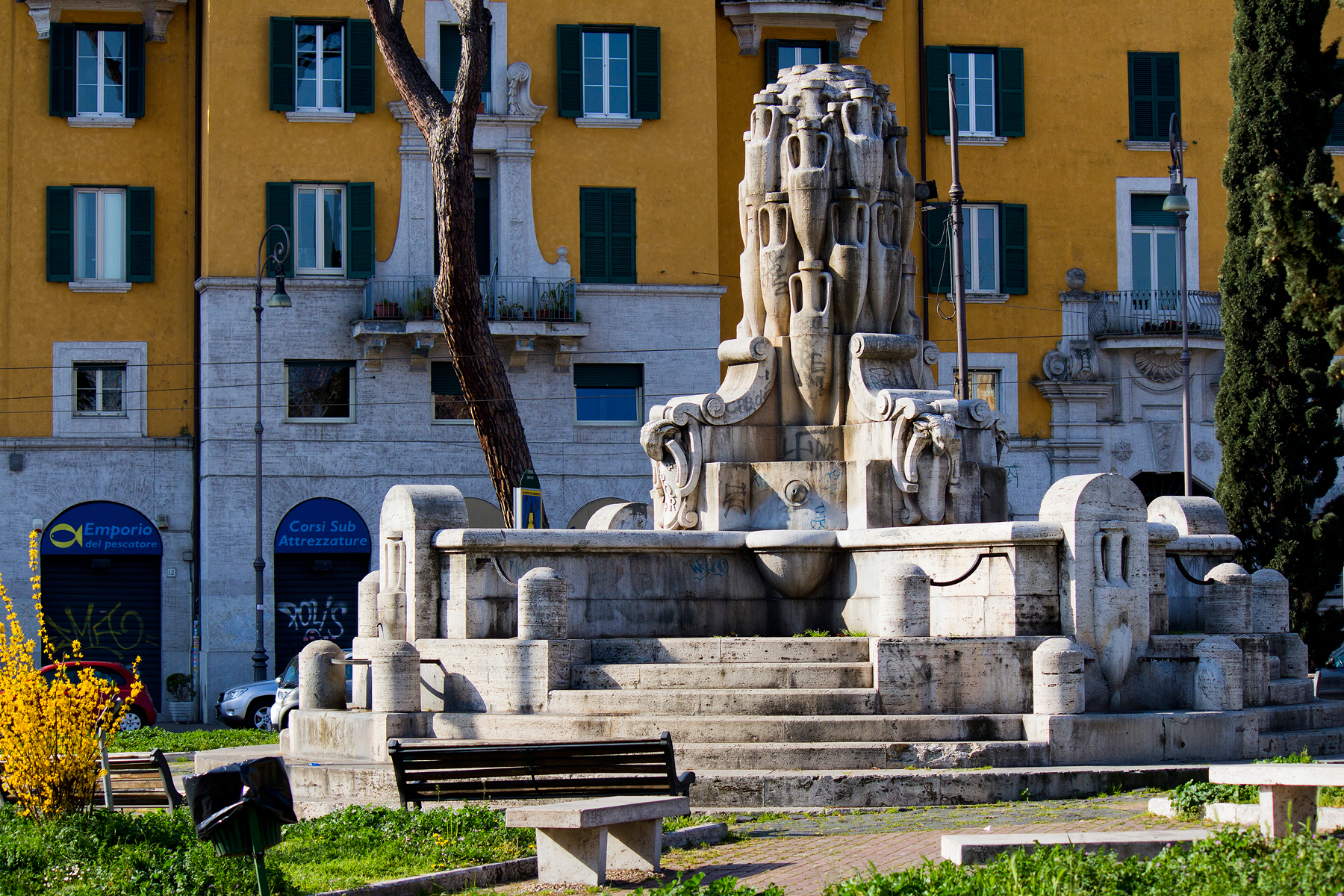
La fontana in Piazza dell'Emporio prima del 2014

Fu realizzata dall'architetto Pietro Lombardi, vincitore dell'apposito concorso pubblico, nel 1927, pochi anni dopo l'istituzione ufficiale di Testaccio come rione.
La fontana fu inaugurata il 26 ottobre 1927. La destinazione originaria era il centro di piazza Mastro Giorgio, poi divenuta piazza Testaccio, ma per problemi strutturali legati alla stabilità del terreno, che richiedeva interventi di consolidamento, nel 1935 venne trasferita in un'area utilizzata anche come spartitraffico di piazza dell'Emporio, all'estremità settentrionale del rione Testaccio e al suo posto venne poi collocato il mercato rionale.
Nel settembre 2014 sono iniziati i lavori per la ricollocazione della fontana nella sua posizione originaria, a piazza Testaccio Al termine dei lavori di restauro, il cui costo complessivo è stato di 900 000 euro, è stata inaugurata la ricollocazione della fontana nella sua destinazione originaria il giorno 24 gennaio 2015.

## Descrizione
La fontana è posta al centro di piazza Testaccio ed è stata realizzata interamente in travertino. La scelta del motivo dell'anfora, molto innovativa nel suo coniugare eleganza e praticità, è da ricercare nel simbolo stesso del rione, che a sua volta affonda le radici nella storia antica dell'area; già dal II secolo a.C., infatti, sulla riva sinistra del Tevere si trovavano i magazzini di deposito delle anfore di terracotta contenenti le forniture di vino e olio destinate a Roma, che viaggiavano principalmente per via fluviale. I recipienti per l'olio, in particolare, per legge non potevano essere riutilizzati, ed andavano quindi distrutti una volta svuotati. Col passare degli anni i cocci ("testae" in latino) ammassati sul terreno retrostante i magazzini arrivarono a formare una collina alta fino a 35 metri, che fin dal Medioevo venne chiamata "Testaccio".
Al centro di una piattaforma circolare posta in cima a sette gradini, si trova un elemento vagamente conico composto da un ammasso di anfore addossate le une alle altre. Alla base della struttura l'acqua si riversa in quattro vasche rettangolari poste a croce rispetto al nucleo centrale, contro il quale appoggiano uno dei lati corti, che si unisce all'elemento di centro con una voluta ornata da una testa di montone e dallo stemma cittadino. Lo spazio della piattaforma tra i bracci della croce è lasciato libero, tranne che agli angoli tra i bracci stessi, occupati da quattro piccole vaschette. L'intera fontana è circondata da dodici colonnine in pietra, poste su diversi livelli, due in corrispondenza della parte esterna di ciascuna vasca rettangolare e una per ogni vaschetta interna angolare.
Ma l'originalità dell'opera non era dovuta esclusivamente alla forma; infatti sull'altro lato corto delle vasche rettangolari, rivolta verso l'esterno della composizione, si trovava un'ulteriore anfora in bassorilievo, dalla cui "pancia" usciva una cannula con funzione di "fontanella" dalla quale fosse possibile bere. Si trattava del primo caso di composizione integrata fontana ornamentale-abbeveratoio. Qualche tentativo precedente in realtà era stato azzardato, come la fontana di piazza Santa Maria Maggiore o quella di piazza Scossacavalli, poi trasferita in piazza Sant'Andrea della Valle, ma non si era mai risolto in una fusione così netta dei due elementi, limitandosi a porre una fontanella pubblica accanto a quella ornamentale, magari inglobata nell'altra, ma sempre come corpo aggiuntivo non inserito nel disegno principale.